# 33e cérémonie des European Film Awards
La 33e cérémonie des prix du cinéma européen (33nd European Film Awards), organisée par l'Académie européenne du cinéma, s'est déroulée le 12 décembre 2020 et a récompensé les films européens sortis dans l'année.

## Déroulement et faits marquants
Lors de la cérémonie qui a lieu le 12 décembre 2020, le film Drunk de Thomas Vinterberg remporte quatre prix dont ceux du meilleur film, du meilleur réalisateur et du meilleur acteur.

## Palmarès
Toutes les informations viennent de la page officielle des résultats,,.

### Meilleur film
- Drunk (Druk) de Thomas Vinterberg  Danemark
  - Berlin Alexanderplatz de Burhan Qurbani  Allemagne
  - La communion (Corpus Christi) de Jan Komasa  Pologne
  - Martin Eden de Pietro Marcello  Italie
  - The Painted Bird (Nabarvené ptáče) de Václav Marhoul  République tchèque
  - Ondine (Undine) de Christian Petzold  Allemagne

### Meilleure comédie
- Un triomphe de Emmanuel Courcol  France
  - Avantages de voyager en train (Ventajas de viajar en tren) de Aritz Moreno  Espagne
  - Ladies Of Steel (Teräsleidit) de Pamela Tola  Finlande

### Meilleur réalisateur
- Thomas Vinterberg pour Drunk (Druk)  Danemark
  - Jan Komasa pour La Communion (Corpus Christi)  Pologne
  - Pietro Marcello pour Martin Eden  Italie
  - Agnieszka Holland pour Le Procès de l'herboriste (Šarlatán)  Pologne
  - Maria Sødahl pour Hope (Håp)  Norvège
  - François Ozon pour Été 85  France

### Meilleure actrice
- Paula Beer dans Ondine (Undine)  Allemagne
  - Ane Dahl Torp dans Charter  Norvège
  - Natalia Berezhnaya dans DAU. Natasha  Russie
  - Andrea Bræin Hovig dans Hope (Håp)  Norvège
  - Marta Nieto dans Madre  Espagne
  - Nina Hoss dans My Little Sister (Schwesterlein)  Suisse

### Meilleur acteur
- Mads Mikkelsen dans Drunk (Druk)  Danemark
  - Bartosz Bielena dans La Communion (Corpus Christi)  Pologne
  - Viggo Mortensen dans Falling  Royaume-Uni
  - Luca Marinelli dans Martin Eden  Italie
  - Goran Bogdad dans Le Père (Otac)  Serbie
  - Elio Germano dans Je voulais me cacher (Volevo nascondermi)  Italie

### Meilleur scénariste
- Thomas Vinterberg et Tobias Lindholm pour Drunk (Druk) Danemark
  - Pietro Marcello et Maurizio Braucci pour Martin Eden  Italie
  - Burhan Qurbani et Martin Behnke pour Berlin Alexanderplatz  Allemagne
  - Mateusz Pacewicz pour La communion (Corpus Christi)  Pologne
  - Costa Gavras pour Adults in the room  France
  - Damiano D'innocenzo et Fabio D'innocenzo pour Storia di vacanze (Favolacce)  Italie

### Meilleur directeur de la photographie
- Matteo Cocco pour Je voulais me cacher (Volevo nascondermi)  Italie

### Meilleur monteur
- Maria Fantastica Valmori pour Once More Unto the Breach (Il Varco)  Italie

### Meilleur chef décorateur européen
- Cristina Casali pour The Personal History of David Copperfield  Royaume-Uni

### Meilleur compositeur
- Dascha Dauenhauer pour Berlin Alexanderplatz  Allemagne

### Meilleur créateur de costumes
- Ursula Patzak pour Je voulais me cacher (Volevo nascondermi)  Italie

### Meilleur ingénieur du son
- Yolande Decarsin et Kristian Eidnes Andersen pour Petite Fille  France

### Meilleur maquillage et coiffure
- Yolanda Pina, Felix Terrero et Nacho Diaz pour Une vie secrète (La trinchera infinita)  Espagne

### Meilleurs effets spéciaux
- Inaki Madariaga pour La Plateforme (El Hoyo)  Espagne

### Meilleur film d'animation
- Josep d'Aurel  France
  - Calamity, une enfance de Martha Jane Cannary de Rémi Chayé  France
  - Klaus de Sergio Pablos  Espagne
  - The Nose or the Conspiracy of Mavericks (Le Nez, ou la conspiration des non-conformistes, Нос или заговор нэтаких) de Andreï Khrjanovski  Russie

### Meilleur film documentaire
- L'Affaire Colectiv de Alexander Nanau  Roumanie
  - Acasa - My Home (Acasă) de Radu Ciorniciuc  Roumanie
  - Gunda de Victor Kossakovski  Norvège
  - Petite Fille de Sébastien Lifshitz  France
  - Saudi Runaway de Susanne Regina Meures  Suisse
  - The Cave de Feras Fayyad  Danemark

### Meilleur court métrage
- All Cats Are Grey in the Dark (Nachts sind alle Katzen grau) de Lasse Linder  Suisse
  - Genius Loci de Adrien Merigeau  France
  - Past Perfect de Jorge Jácome  Portugal
  - Sun Dog de Dorian Jespers  Belgique
  - Oncle Thomas : La Comptabilité des jours (Tio Tomás, a Contabilidade dos Dias) de Regina Pessoa  Portugal

### Discovery of the Year - Prix FIPRESCI
- Sole de Carlo Sironi  Italie
  - Full Moon (Pun mjesec) de Nermin Hamzagić  Bosnie-Herzégovine
  - Gagarine de Fanny Liatard et Jérémy Trouilh  France
  - Instinct de Halina Reijn  Pays-Bas
  - Isaac (Izaokas) de Jurgis Matulevičius  Lituanie
  - Jumbo de Zoé Wittock  Belgique